# 童年入境者暫緩遣返手續
童年入境者暫緩遣返手續（Deferred Action for Childhood Arrivals，簡稱DACA）是时任美國總統奥巴马在2012年6月推出的一項政策，容許若干在入境美國時尚未滿16歲的非法移民申請可續期的兩年暫緩遣返，並容許他們申請工作許可。此項政策是奥巴马以行政命令方式启动，沒有經由國會表決。

## 背景
2012年6月，美国总统奥巴马绕开国会，以总统行政令推动实施DACA。该计划允许部分非法移民在被遣返前可以在美国境内拥有两年的合法工作时间。申请DACA的非法移民应具备五项条件：
1. 抵达美国时年龄在16岁以下；
2. 在2007年6月15日之前抵达美国并在此后持续居住在美国境内；
3. 截至2012年6月15日，年龄在31周岁以下；
4. 已上高中或高中毕业，或从军队荣誉退伍者；
5. 无重大犯罪记录[2]。

申請DACA的條件與曾經在美國國會提出但沒有通過的《未成年外國人發展、救助和教育法案》（Development, Relief, and Education for Alien Minors Act，簡稱《夢想法案》或《追夢人計畫》）所規定的條件差異不大。
2012年，皮尤研究中心估計有多達170萬人可以受惠於DACA。截至2016年6月，美国公民及移民服务局已收到844,931份初次申請，其中741,546份（88%）獲批，60,269份（7%）被拒，43,121份（5%）待決。超過一半的成功申請人居住在加利福尼亞州或得克薩斯州。美国国土安全部则指出，目前仍在DACA计划内的参与者共有69万，比美国公民及移民服务局对外披露的上述获批的74万名的数字要低。这些参与者多数为拉美裔，截至2017年基本上在15岁到36岁之间，其中大部分已是成年人。
2014年11月，奥巴马试图扩大DACA计划受益者的范围，推出升级版的DAPA计划，希望使370万在美国的非法移民获益，从而帮45%的非法移民获得在美国的合法居住和工作权。但是，这一升级版DAPA计划最终因遭美国26个州的反对而未能实施。

## 廢除
2008年金融危机爆发后，美国经济持续低迷，就业形势很严峻。但作为DACA计划受益者的新移民，勤奋且不挑工作，甚至不在乎有无保险，因此作为廉价劳动力受到美国农场主和资本家的欢迎，却使中下层白人的工作机会流失、工资降低。此外，奥巴马能在2009年上台及2013年连任，美国有色人种及拉丁裔新移民的选票起了重要作用，由于DACA计划受益者多数为拉丁裔，所以DACA计划曾被指责是别有用心。DACA推行之初，多数共和党人便声讨民主党总统奥巴马越权。
2017年就任美國總統的特朗普在竞选时便以“美国优先”为口号，承诺废除DACA。特朗普之所以能当选，很大程度上是利用了美国中下层白人对包括DACA计划在内的奥巴马移民政策的强烈不满。在2016年总统竞选中，特朗普始终坚持将非法移民赶回家，并声称要在美墨边界修建隔离墙将墨西哥人挡在墙外。美国众议院议长瑞安和其他幾名共和党议员曾經敦促特朗普不要取消DACA，不過美国司法部部长塞申斯等特朗普内部核心成员和许多共和党籍國會议员都曾批评设立DACA项目是行政当局越权。特朗普上台后，迟迟未废除DACA，使共和党内部的移民强硬派失去了耐心。以得克萨斯州为首的十余个州的共和党人表示，若特朗普不在2017年9月5日前终止执行DACA，将向联邦政府发起诉讼。
2017年9月5日，美國政府宣佈結束DACA項目，不再接受新的申請。已批出的許可在期限屆滿前仍然有效，現有的受益人在9月5日起的至少6個月內仍可留在美國。白宫的声明称，特朗普政府此举并非立即完全废除DACA，且现有的DACA受益者中的大部分在2018年3月5日前不会受影响，但美国政府将不再接受任何来自无证移民的新申请，国会则有6个月时间考虑适当的立法解决办法。9月5日，司法部部长塞申斯表示，DACA计划是行政部门“违宪行使职权”，不仅使美国西南边境无陪伴未成年人的数量激增，造成了可怕的人道主义后果，同时还因将工作机会给予非法移民，造成成千上万美国公民失业。
特朗普政府废除DACA，在美国政界、法律界以及全社会引发了巨大争议。美国15个州和华盛顿特区隨即在2017年9月6日向纽约布鲁克林一家联邦法院提交诉状，控告特朗普政府廢除DACA是違憲，“剥夺了受影响者通过正当法律程序，不受任意惩罚的权利”。奥巴马在社交媒体上强烈反对废除DACA，称“这些年轻人没有错”，“无论美国人对移民问题存在怎样的关切或不满，都不应该威胁这些年轻人的未来”，特朗普废除DACA的决定是“残酷的”，且会弄巧成拙。国会民主党人也猛烈抨击特朗普政府废除DACA，国会众议院少数党领袖佩洛西、2016年民主党总统参选人桑德斯参议员都表示，废除DACA的决定“十分残忍”。纽约市市长白思豪表示，将尽一切可能保护在美国的DACA受益者，并强烈希望国会通过新的DACA法案。但是，特朗普政府废除DACA获得了大多数共和党人的支持，众议院议长瑞安称，奥巴马的DACA本来就是滥用权力。
美国法律界对特朗普政府废除DACA的看法不一。同时担任联邦总检察长的司法部部长塞申斯认为，奥巴马的DACA违宪。而康奈尔大学教授、法律专家罗尔却认为，奥巴马发布实施DACA的总统令在宪法上无懈可击，“最不会造成混乱的替代方法，就是继续实施该计划”。纽约州检察长埃里克·施奈德曼说：“特朗普的这项行动将终结数十万年轻人的人生，而他们一直视美国为自己的家园。”
DACA要废止的消息传出后，DACA受益者以及支持DACA的人士上街抗议。自2017年8月末起，从得克萨斯州奥斯汀到加利福尼亚州洛杉矶，再到康涅狄格州纽黑文，他们纷纷上街游行支持DACA。包括亚马逊首席执行官贝佐斯、Facebook首席执行官扎克伯格、谷歌首席执行官皮查伊、微软首席执行官纳德拉等人在内的超过350名科技企业和大型企业高层人士，联名签署反对废除DACA的公开信，声称DACA受益者们攸关美国企业及经济前景，废除DACA恐将打击美国经济增长及税收，DACA受益人若失去保护身份并被驱逐出境，美国将有超过70万个工作岗位空缺，美国经济将遭受4603亿美元损失，并在社保及医保税的收入上减少246亿美元。
在美国以外，墨西哥、萨尔瓦多、危地马拉、洪都拉斯等拉美国家均高度关注此事，批评特朗普政府的决定让来自拉美的非法移民感觉“焦虑、痛苦和恐惧”，并敦促美国国会尽快拿出解决方案。
2020年6月18日，美国最高法院裁定特朗普政府废除“童年抵美者暂缓遣返”计划的舉措為非法行為。

## 替代方案
特朗普政府废除DACA后，面临制定替代方案的问题。若美国国会在2018年3月5日前未通过新移民保护措施，则将有30万人在2018年失去保护，另有超过32万人将在2019年1月至8月失去保护。一旦DACA赋予的居留许可到期，DACA受益人将丧失合法的就业权利，理论上说随时可遭遣返。
2017年，美国国会有多个议案等候审议，分别由共和党及民主党提出，其中四个议案有可能成为DACA的替代法案：
- （1）“梦想法案”（Dream Act）：由民主党参议员德宾与共和党参议员格雷汉姆提出。全国移民法律中心专家认为，该法案除在很多方面与DACA类似外，含有让满足条件者成为公民或取得合法居留资格的条款[2]。
- （2）“承认美国儿童法案”（Recognizing America's Children Act）：由共和党众议员古比罗提出。和DACA类似，该法案给予申请者取得在美国生活、工作合法地位的机会[2]。
- （3）“美国希望法案”（The American Hope Act）：由民主党众议员古特雷斯提出，并且截至2017年9月已获112位国会民主党人联署。主要内容是加快申请成为永久居民和入籍程序，这与DACA无直接联系[2]。
- （4）“桥梁法案”（BRIDGE Act）：由共和党众议员霍夫曼提出。内容是禁止驱逐因追逐梦想及改善经济而来美国的人。该法案未提供将来成为美国公民的渠道，这与前三个法案不同[2]。

2017年9月13日，美国民主党参、众两院少数党领袖舒默和佩洛西在白宫晚宴后发表联合声明称，民主党高层已和总统特朗普就DACA问题“达成一致”，将通过立法途径保护80万年轻移民免受遣返。然而2017年9月14日，特朗普在推特对此予以否认。

## 延伸閱讀
- 「童年入境者暫緩遣返手續（Deferred Action for Childhood Arrivals，簡稱 DACA）」之申報祕訣 （页面存档备份，存于）